# Landtagswahlkreis Jessen
Der Landtagswahlkreis Jessen (Wahlkreis 25) ist ein Landtagswahlkreis in Sachsen-Anhalt. Er umfasste zur Landtagswahl in Sachsen-Anhalt 2021 vom Landkreis Wittenberg die Städte Annaburg, Bad Schmiedeberg, Gräfenhainichen, Jessen (Elster) und Kemberg.
Der Wahlkreis wird in der achten Legislaturperiode des Landtages von Sachsen-Anhalt von Siegfried Borgwardt vertreten. Er vertritt den Wahlkreis seit der Wahl im Jahr 2002 und verteidigte das Direktmandat zuletzt bei der Landtagswahl am 6. Juni 2021 mit 39,2 % der Erststimmen.

## Wahl 2021
Im Vergleich zur Landtagswahl 2016 wurde der Zuschnitt des Wahlkreises nicht verändert. Auch Name und Nummer des Wahlkreises wurden nicht geändert.
Es traten sechs Direktkandidaten an. Von den Direktkandidaten der vorhergehenden Wahl traten Siegfried Borgwardt, Matthias Lieschke und Mareen Kelle erneut an. Siegfried Borgwardt verteidigte das Direktmandat mit 39,2 % der Erststimmen. Matthias Lieschke zog über Platz 12 der Landesliste der AfD ebenfalls in den Landtag ein.
|                     |                      | Erst- stimmen | Erst- stimmen | Zweit- stimmen | Zweit- stimmen |
| Bewerber            | Partei               | Anzahl        | %             | Anzahl         | %              |
| ------------------- | -------------------- | ------------- | ------------- | -------------- | -------------- |
| Wahlberechtigte     | Wahlberechtigte      | 42.036        | 100,0         | 42.036         | 100,0          |
| Wähler              | Wähler               | 26.786        | 63,7          | 26.786         | 63,7           |
| Ungültige Stimmen   | Ungültige Stimmen    | 771           | 2,9           | 521            | 1,9            |
| Gültige Stimmen     | Gültige Stimmen      | 26.015        | 97,1          | 26.265         | 98,1           |
| davon               |                      |               |               |                |                |
| Siegfried Borgwardt | CDU                  | 10.196        | 39,2          | 11.559         | 44,0           |
| Matthias Lieschke   | AfD                  | 6.691         | 25,7          | 5.872          | 22,4           |
| Mareen Kelle        | DIE LINKE            | 3.043         | 11,7          | 2.356          | 9,0            |
| Michael Seidel      | SPD                  | 2.458         | 9,4           | 1.668          | 6,4            |
| Sandra Lüder        | GRÜNE                | 997           | 3,8           | 826            | 3,1            |
| –                   | FDP                  | –             | –             | 1.381          | 5,3            |
| Andreas Lehmann     | FREIE WÄHLER         | 2.630         | 10,1          | 1.106          | 4,2            |
| –                   | NPD                  | –             | –             | 102            | 0,4            |
| –                   | Tierschutzpartei     | –             | –             | 292            | 1,1            |
| –                   | Tierschutzallianz    | –             | –             | 61             | 0,2            |
| –                   | LKR                  | –             | –             | 17             | 0,1            |
| –                   | Die PARTEI           | –             | –             | 124            | 0,5            |
| –                   | Gartenpartei         | –             | –             | 155            | 0,6            |
| –                   | FBM                  | –             | –             | 32             | 0,1            |
| –                   | TIERSCHUTZ hier!     | –             | –             | 120            | 0,5            |
| –                   | dieBasis             | –             | –             | 350            | 1,3            |
| –                   | Klimaliste ST        | –             | –             | 2              | 0,0            |
| –                   | ÖDP                  | –             | –             | 19             | 0,1            |
| –                   | Die Humanisten       | –             | –             | 15             | 0,1            |
| –                   | Gesundheitsforschung | –             | –             | 78             | 0,3            |
| –                   | PIRATEN              | –             | –             | 91             | 0,3            |
| –                   | WiR2020              | –             | –             | 39             | 0,1            |

## Wahl 2016
Bei der Landtagswahl in Sachsen-Anhalt 2016 waren 47.062 Einwohner wahlberechtigt; die Wahlbeteiligung lag bei 52,8 %. Siegfried Borgwardt gewann das Direktmandat für die CDU.
| Bewerber            | Partei            | Erststimmen in % | Zweitstimmen in % |
| ------------------- | ----------------- | ---------------- | ----------------- |
| Siegfried Borgwardt | CDU               | 29,0             | 32,2              |
| Matthias Lieschke   | AfD               | 28,8             | 26,3              |
| Mareen Kelle        | LINKE             | 15,6             | 14,9              |
| Dirk Böhme          | SPD               | 9,3              | 8,6               |
| Henning Kirmse      | Freie Wähler      | 8,7              | 4,7               |
| Andreas Petzold     | FDP               | 5,4              | 4,3               |
| Friedbert Morgner   | GRÜNE             | 3,2              | 3,0               |
| —                   | NPD               | —                | 2,5               |
| —                   | Tierschutzpartei  | —                | 1,3               |
| —                   | ALFA              | —                | 0,7               |
| —                   | Tierschutzallianz | —                | 0,7               |
| —                   | Die PARTEI        | —                | 0,3               |
| —                   | DIE RECHTE        | —                | 0,2               |
| —                   | FBM               | —                | 0,2               |
| —                   | MG                | —                | 0,2               |

## Wahl 2011
Bei der Landtagswahl in Sachsen-Anhalt 2011 waren 44.362 Einwohner wahlberechtigt; die Wahlbeteiligung lag bei 64,2 %. Siegfried Borgwardt gewann das Direktmandat für die CDU.
| Bewerber            | Partei           | Erststimmen in % | Zweitstimmen in % |
| ------------------- | ---------------- | ---------------- | ----------------- |
| Siegfried Borgwardt | CDU              | 37,8             | 37,7              |
| Dolores Rente       | LINKE            | 22,9             | 22,7              |
| Andreas Wilke       | SPD              | 18,5             | 18,8              |
| André Neumann       | FDP              | 3,9              | 3,7               |
| Michael Schicketanz | GRÜNE            | 4,4              | 4,5               |
| Henning Kirmse      | Freie Wähler     | 8,2              | 4,1               |
| —                   | KPD              | —                | 0,1               |
| —                   | MLPD             | —                | 0,1               |
| Daniel Haberzettl   | NPD              | 4,3              | 5,0               |
| —                   | ödp              | —                | 0,1               |
| —                   | Tierschutzpartei | —                | 1,5               |
| —                   | PIRATEN          | —                | 1,1               |
| —                   | SPV              | —                | 0,5               |
| —                   | PIRATEN          | —                | 1,1               |
| —                   | SPV              | —                | 0,5               |

## Wahl 2006
Bei der Landtagswahl in Sachsen-Anhalt 2006 traten folgende Kandidaten an:
| Name                             | Partei          | Anteil der Erststimmen |
| -------------------------------- | --------------- | ---------------------- |
| Siegfried Borgwardt              | CDU             | 39,7 %                 |
| Jürgen Dannenberg                | LINKE           | 25,9 %                 |
| Helmut Rehhahn                   | SPD             | 19,6 %                 |
| Volkmar Frahs                    | FDP             | 6,8 %                  |
| Marcus Mehlis                    | GRÜNE           | 3,1 %                  |
| Bernhard Opitz                   | BBW             | 3,8 %                  |
| Dieter Riedel                    | Off D-STATT-DSU | 1,2 %                  |
| Wahlberechtigte: 49991 Einwohner |                 |                        |
| Wahlbeteiligung: 47,7 %          |                 |                        |

## Wahl 2002
Bei der Landtagswahl in Sachsen-Anhalt 2002 traten folgende Kandidaten an:
| Name                             | Partei         | Anteil der Erststimmen |
| -------------------------------- | -------------- | ---------------------- |
| Guido Till                       | SPD            | 17,0 %                 |
| Siegfried Borgwardt              | CDU            | 38,4 %                 |
| Werner Reckziegel                | PDS            | 25,7 %                 |
| Volkmar Frahs                    | FDP            | 9,2 %                  |
| Olaf Schulz                      | Schill         | 6,2 %                  |
| Ralf Schmidt                     | Einzelbewerber | 1,2 %                  |
| Heidrun Weise                    | Einzelbewerber | 2,3 %                  |
| Wahlberechtigte: 44223 Einwohner |                |                        |
| Wahlbeteiligung: 59,3 %          |                |                        |

## Wahl 1998
Bei der Landtagswahl in Sachsen-Anhalt 1998 traten im Wahlkreis 27, Jessen, folgende Kandidaten an:
| Name                             | Partei | Anteil der Erststimmen |
| -------------------------------- | ------ | ---------------------- |
| Hans-Martin Taesch               | CDU    | 31,2 %                 |
| Inge Kauerauf                    | SPD    | 37,8 %                 |
| Werner Hahn                      | PDS    | 22,4 %                 |
| Manfred Kurze                    | GRÜNE  | 2,5 %                  |
| Rudolf Kaufhold                  | FDP    | 6,1 %                  |
| Wahlberechtigte: 39979 Einwohner |        |                        |
| Wahlbeteiligung: 74,0 %          |        |                        |

## Wahl 1994
Bei der Landtagswahl in Sachsen-Anhalt 1994 traten im Wahlkreis 27, Jessen, folgende Kandidaten an:
| Name                             | Partei | Anteil der Erststimmen |
| -------------------------------- | ------ | ---------------------- |
| Hans-Martin Taesch               | CDU    | 42,9 %                 |
| Inge Kauerauf                    | SPD    | 30,7 %                 |
| Hans-Jörg Körtge                 | FDP    | 6,9 %                  |
| Werner Hahn                      | PDS    | 19,5 %                 |
| Wahlberechtigte: 39474 Einwohner |        |                        |
| Wahlbeteiligung: 56,6 %          |        |                        |

## Wahl 1990
Bei der Landtagswahl in Sachsen-Anhalt 1990 traten im Wahlkreis 22, Wittenberg II-Jessen, folgende Kandidaten an:
| Name                             | Partei         | Anteil der Erststimmen |
| -------------------------------- | -------------- | ---------------------- |
| Hans-Martin Taesch               | CDU            | 41,6 %                 |
| Kartin Kinitz                    | DBU            | 0,8 %                  |
| Werner Henneberg                 | DSU            | 1,7 %                  |
| Klaus Wolfslast                  | FDP            | 13,2 %                 |
| Dietmar Klingner                 | GRÜ-NF         | 4,5 %                  |
| Werner Hahn                      | PDS            | 9,8 %                  |
| Erich Schmidt                    | SPD            | 26,7 %                 |
| Rolf Klopotowski                 | Einzelbewerber | 1,1 %                  |
| Edwin Schätz                     | Einzelbewerber | 0,6 %                  |
| Wahlberechtigte: 42227 Einwohner |                |                        |
| Wahlbeteiligung: 65,2 %          |                |                        |

## Bisherige Abgeordnete
Direkt gewählte Abgeordnete des Wahlkreises Jessen waren
| Jahr | Name                | Partei | Anteil der Erststimmen |
| ---- | ------------------- | ------ | ---------------------- |
| 2011 | Siegfried Borgwardt | CDU    | 37,8 %                 |
| 2006 | Siegfried Borgwardt | CDU    | 39,7 %                 |
| 2002 | Siegfried Borgwardt | CDU    | 38,4 %                 |
| 1998 | Inge Kauerauf       | SPD    | 37,8 %                 |
| 1994 | Hans-Martin Taesch  | CDU    | 42,9 %                 |
| 1990 | Hans-Martin Taesch  | CDU    | 41,6 %                 |